# Żoliborz
Żoliborz (du français « joli bord », prononcer « joliboje ») est un arrondissement de Varsovie. 
Il est bordé à l'est par la Vistule et l'arrondissement de Praga Północ (Praga Nord), au nord par les arrondissements de Bielany et Bemowo et au sud par ceux de Wola et Śródmieście (Centre-ville).

## Transports en commun
Dans cet arrondissement, se trouvent 2 stations de métro de la Ligne 1 du métro de Varsovie: Plac Wilsona et Marymont.

## Quartiers
L'arrondissement de Żoliborz est divisé en 3 quartiers :

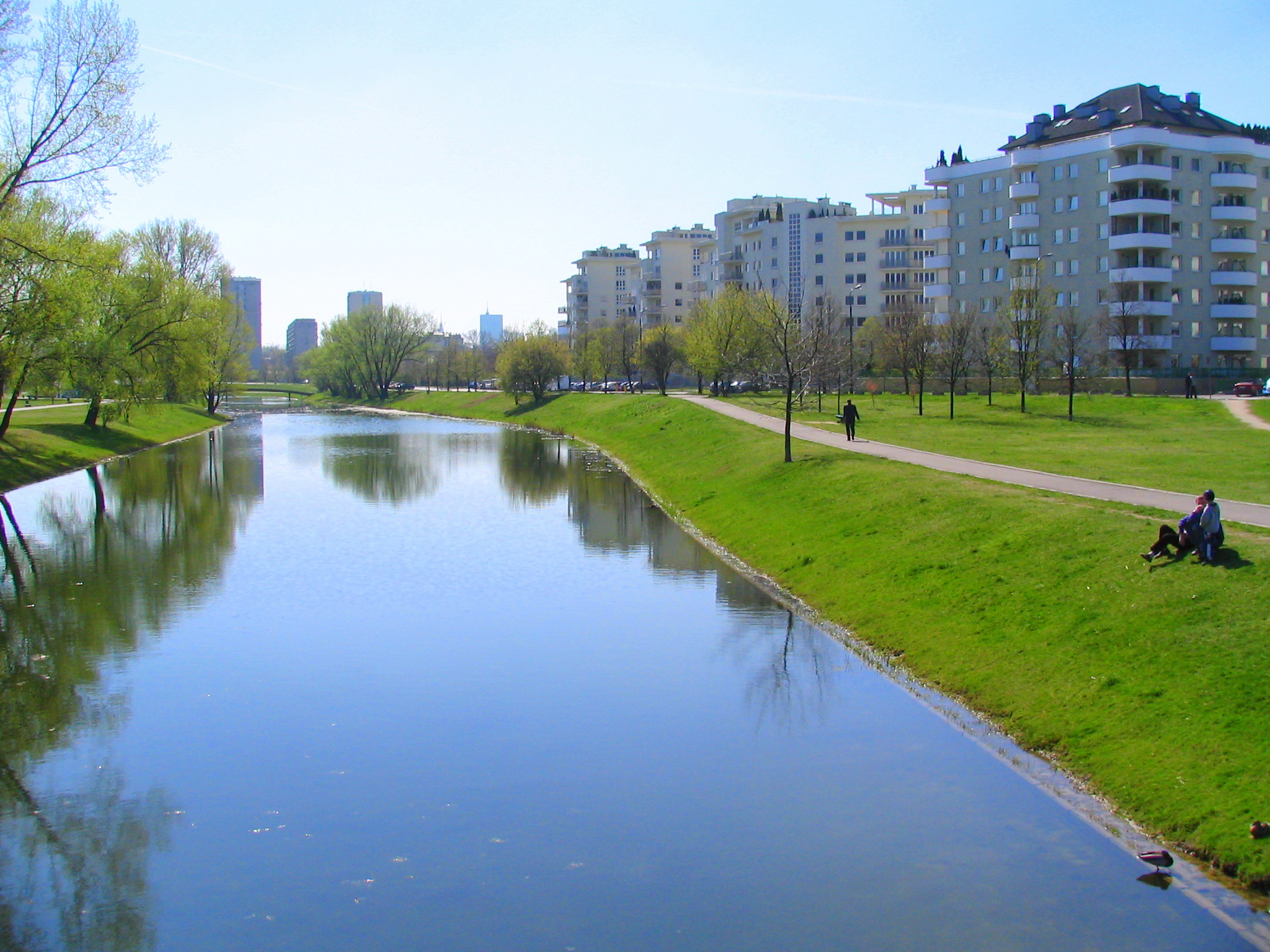
Parc Kepa Potocka

- Marymont-Potok
- Stary Żoliborz
- Sady Żoliborskie

## Sites
- Place de Grunwald (Varsovie)
- Place des Invalides (Varsovie)
- Place Thomas-Woodrow-Wilson

## Personnalité liée à cet arrondissement
- Elisabeth Jerichau-Baumann